# Price Daniel
Price Daniel (Dayton, 1910. október 10. – Liberty megye, 1988. augusztus 25.) az Amerikai Egyesült Államok szenátora (Texas, 1953–1957).